# Миргородская улица (Санкт-Петербург)
Миргоро́дская у́лица — улица в Центральном районе Санкт-Петербурга. Проходит от Полтавской улицы за улицу Хохрякова.

## История
Во второй половине XIX века новые улицы в этой части города получали названия населённых пунктов Полтавской губернии. Миргородская улица получила название по городу Миргороду 16 апреля 1887 года.

## Здания и сооружения
Нечётная сторона:
- дом № 1А — Фёдоровский собор
- дом № 1Б — храм-часовня Новомучеников и Исповедников Российских при Фёдоровском соборе
- дом № 1В — офисный центр (бывшее здание агентства «Союзпечать»)

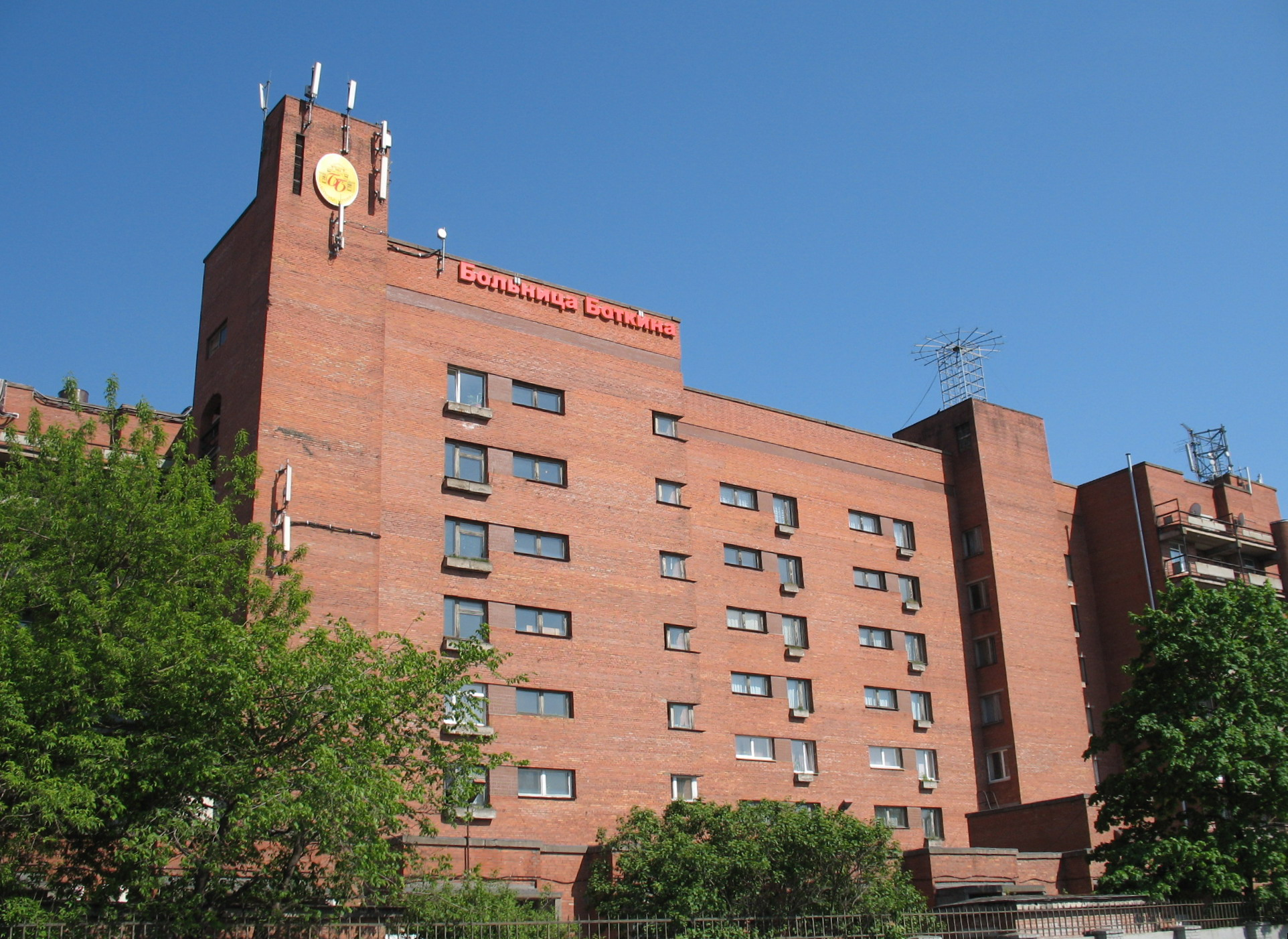
Одно из зданий Боткинской больницы

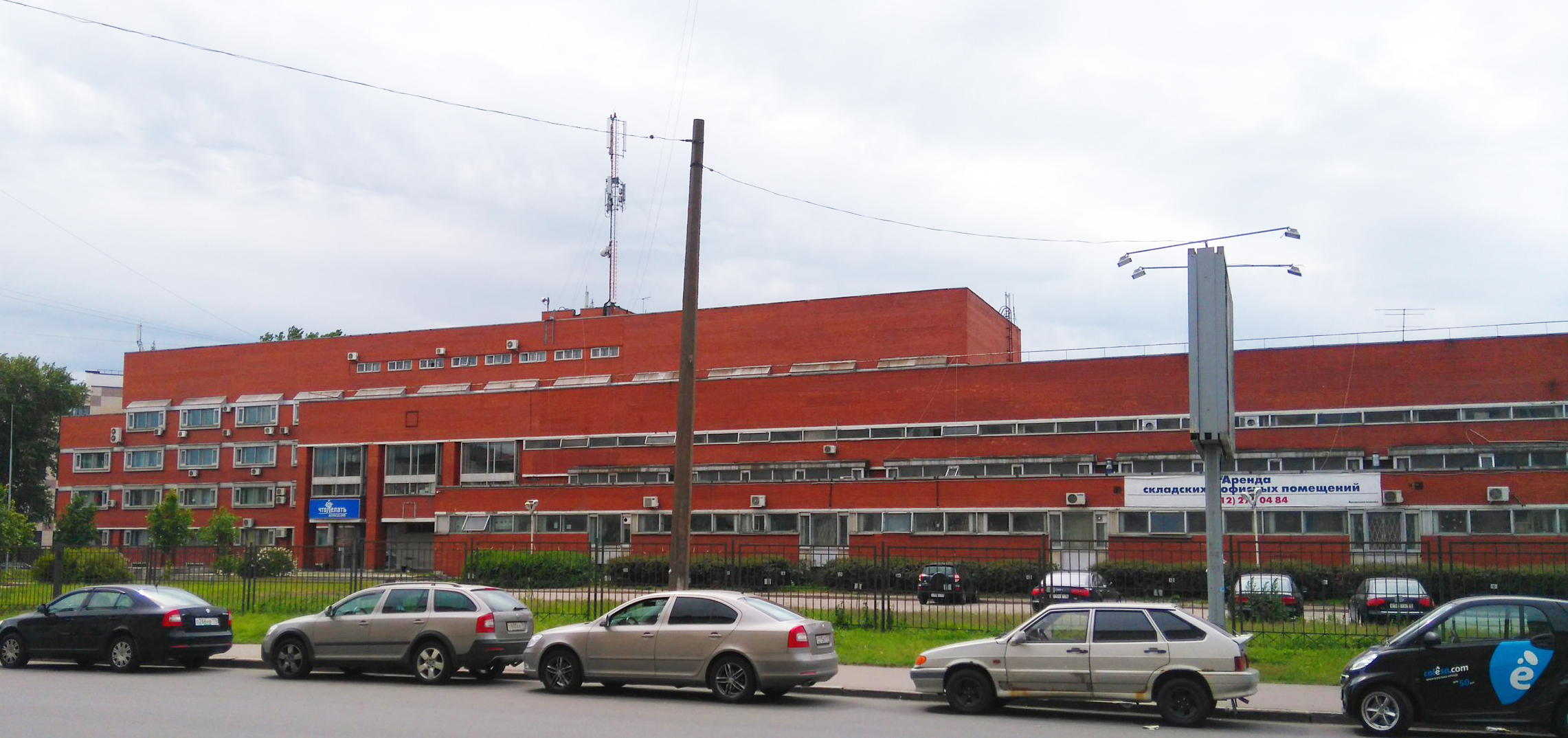
Здание «Союзпечати»

- дом № 3 — Клиническая инфекционная больница им. С. П. Боткина
- дом № 7 — ГУП специализированная фабрика-прачечная № 19

Чётная сторона:
- дом № 10 — ГУП «Транском» (Санкт-Петербургский филиал ГУП «Октябрьская железная дорога»)
- дом № 16 — Правительство Санкт-Петербурга, учебный методический центр Комитета по образованию
- дом № 24/28 — СПб ГБПОУ «Академия Управления Городской Средой, Градостроительства и Печати» (бывший ГОУ «Колледж Строительной Индустрии и Городского Хозяйства»)
- дом № 26/28 — Северо-Западный филиал международного университета; Государственные курсы иностранных языков № 2 Комитета по образованию (ГКИЯ)

## Транспорт
- Автобус: №
- Метро: «Площадь Восстания» (530 м), «Площадь Александра Невского» (320 м)
- Московский вокзал (430 м)

## Пересекает следующие улицы
С севера на юг:
- Полтавская улица
- Харьковская улица
- Кременчугская улица
- улица Профессора Ивашенцова
- улица Хохрякова